# Shuiyuan (köpinghuvudort i Kina, Liaoning Sheng, lat 40,81, long 122,15)
Shuiyuan är en köpinghuvudort i Kina. Den ligger i provinsen Liaoning, i den nordöstra delen av landet, omkring 150 kilometer sydväst om provinshuvudstaden Shenyang. Antalet invånare är 37 902. Befolkningen består av 18 617 kvinnor och 19 285 män. Barn under 15 år utgör 11,0 %, vuxna 15-64 år 79 %, och äldre över 65 år 9,0 %.
Runt Shuiyuan är det mycket tätbefolkat, med 1 135 invånare per kvadratkilometer. Närmaste större samhälle är Yingkou, 17,0 km söder om Shuiyuan. Trakten runt Shuiyuan består till största delen av jordbruksmark.
Genomsnittlig årsnederbörd är 870 millimeter. Den regnigaste månaden är juli, med i genomsnitt 212 mm nederbörd, och den torraste är januari, med 8 mm nederbörd.